# 富錦市
富錦市（ふきん-し）は中華人民共和国黒竜江省ジャムス市に位置する県級市。松花江下流沿岸の重要な内陸河港と農地開墾の基地である。

## 地理
富錦市は黒竜江省東北部、松花江下流南岸の三江平原の中腹に位置しており、地形は主に沖積平原である。ゲルマニウムの埋蔵量が比較的大きい。市域内に沼沢は広く分布しており、七星河・三環湖などの湿地保護区がある。年平均気温は2℃、降水量は540mm。

## 歴史
県名はホジェン語で「川辺の高台」を意味する。
1409年（永楽7年）に明代により富提希衛が設置された。清代になると1881年（光緒7年）に富克錦協領が設置され、1905年（光緒31年）に富克錦設治局が設置された。1909年（宣統元年）に富錦県と改められた。1988年8月に県級市に昇格し現在に至る。

## 行政区画
2街道、11鎮を管轄：
- 街道：城東街道、城西街道
- 鎮：富錦鎮、長安鎮、硯山鎮、頭林鎮、興隆崗鎮、宏勝鎮、向陽川鎮、二竜山鎮、上街基鎮、錦山鎮、大楡樹鎮

## 民族
漢族が主で、モンゴル族、回族、チベット族、苗族、ホジェン族、ウイグル族、シベ族 、ダウール族、朝鮮族など18の少数民族が住む。

## 経済

### 農業
このあたりの土壤はすべて黒土で、土質は肥沃、農業が発達しており、主に大豆、小麦、水稲、トウモロコシ、甜菜などの食糧とガチョウ、羊などの禽畜を産する。黒竜江省の重要な農墾基地で、いくつもの大型農場が建設されている。

### 工業
工業には機械製造、食用油加工、建材などがある。

### 産物
鉱産に石灰石、花崗岩、陶土、川砂利（河卵石）がある。

## 交通

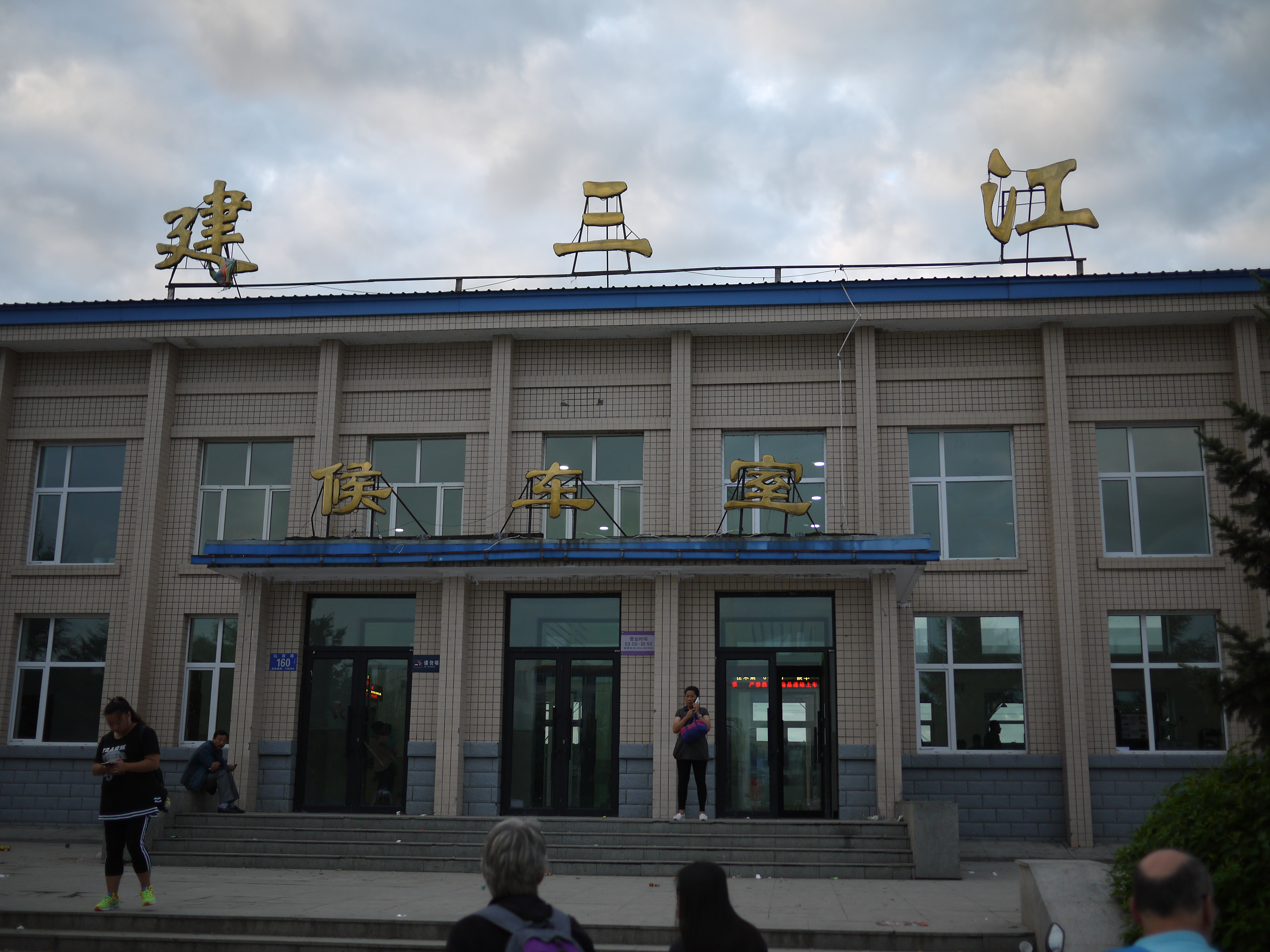
建三江駅

富錦港は松花江下流の天然の深水良港であり、また鉄道は福前線が運行され、現在はロシアとの貿易が主に行なわれている。

### 航空
- 建三江湿地空港

### 鉄道
- 中国国家鉄路集団
  - 中国鉄路ハルビン局集団公司
    - 福前線（ジャムス方面）- 富錦駅（中国語版） - 向陽川駅（中国語版） - 双竜山駅（中国語版） - 建三江駅（中国語版） - 換新天駅（中国語版） -（撫遠方面）

### 道路
- 高速道路
  - 哈同高速道路
  - 建黒高速道路
  - 建鶏高速道路

- 国道
  -  G221国道（中国語版）

## 健康・医療・衛生
- 富錦市中心医院